# Pilocrocis mapetalis
Pilocrocis mapetalis là một loài bướm đêm trong họ Crambidae.